# Erkki Niemi
Erkki Olavi Niemi (Vaasa, 18 de abril de 1962) é um atleta finlandês de salto em altura. Defendeu seu país nos Jogos Olímpicos de Verão de 1984, em Los Angeles.